# Superheroes: Fashion and Fantasy
Superheroes: Fashion and Fantasy (Superhéroes: Moda y fantasía) es una exposición de arte que se llevó a cabo del 7 de mayo al 1 de septiembre de 2008 en el Museo Metropolitano de Arte de Nueva York, en la que se presentaron prendas inspiradas en el vestuario de superhéroes, junto con trajes reales de películas de superhéroes. La exposición fue comisariada por Andrew Bolton (con la supervisión de Harold Koda) del Centro del Traje, y el autor Michael Chabon escribió material para el catálogo de la muestra. Los fondos de la exposición procedían de Justice de Alex Ross, Jamie Rama, Nathan Crowley, Dermot Power, Gary Frank y fotografías de Thomas Jane como Punisher, Nicolas Cage como Ghost Rider y Michelle Pfeiffer como Catwoman.

## Contenido
La exposición auspiciada por Giorgio Armani, mostró más de 70 prendas donde las trajes de los superhéroes inspiraron a la moda y el diseño. incluyó muchos números notables de cómics, en su mayoría prestados por Michael E. Uslan y Metropolis Collectibles, entre los que se encontraban algunas de las imágenes de vestuario más emblemáticas, como Action Comics n.° 1 (la primera aparición de Superman), Amazing Fantasy n.° 15 (la primera aparición de Spider-Man) y The Amazing Spider-Man n.° 252 (una versión renovada de la portada anterior que presentaba el primer uso del traje negro en la serie The Amazing Spider-Man, que había aparecido previamente en la portada de Secret Wars n.° 8, The Amazing Spider-Man n.° 129 (la primera aparición de The Punisher), Hulk n.° 1, Tales of Suspense n.° 39 (primera aparición de Iron Man), Uncanny X-Men n.° 1, Sensation Comics # 1 (primera aparición de Mujer Maravilla), Captain America n.° 1, Batman n.° 42 (con Catwoman), Detective Comics n.° 33 (con la capa de Batman), Flash Comics n.° 1 (primera aparición de Jay Garrick), Marvel Spotlight n.° 5 (primera aparición de Ghost Rider) y Los 4 Fantásticos n.° 51 (una imagen icónica de Thing).
Los trajes de las películas que se presentaron fueron el de Christopher Reeve en el papel principal en Superman: la película, diseñado por Yvonne Blake, el de Rebecca Romijn como Mystique en X-Men: The Last Stand diseñado por Gordon J. Smith, el de Tobey Maguire en el papel principal en Spider- Man 3 diseñado por James Acheson, el de Lynda Carter como la Mujer Maravilla (serie de televisión) diseñado por Donfeld, el de Christian Bale como Batman en The Dark Knight diseñado por Lindy Hemming, el de Robert Downey, Jr. como Iron Man en Iron Man (película) diseñado por Adi Granov y Phil Saunders.
El tema principal de la exposición fue cómo los diseñadores de indumentaria se han inspirado en las obras de arte de los superhéroes. Los diseñadores incluidos fueron Bernard Willhelm, Moschino, Spyder Active Sports, Jean-Paul Gaultier, Thierry Mugler, Julien Macdonald, Giorgio Armani, John Galliano, Dior, Rick Owens, Pierre Cardin, Balenciaga y Nicolas Ghesquière, Gareth Pugh, Alexander McQueen, As Four, Walter Van Beirendock, Dolce & Gabbana, Descente Ltd., SPEEDO, Hussain Chalayan, Atair Aerospace y Dava J. Newman.

## Recepción
Cathy Horyn en The New York Times desestimó la exposición como "camp" (que el Met luego usaría como tema de exposición de moda), además de criticar la escasez de ejemplos de las décadas de 1960 y 1970 y la inclusión de solo dos diseñadores estadounidenses, pero la compara con la recepción negativa que recibió Thierry Mugler por sus armaduras de metal y plástico que exponían las partes del cuerpo más vulnerables de las mujeres. Layla Halabian en The Fader lo llamó «un baile de graduación de secundaria extraño». Popsugar lo calificó de «increíblemente creativo».